# Leerdam

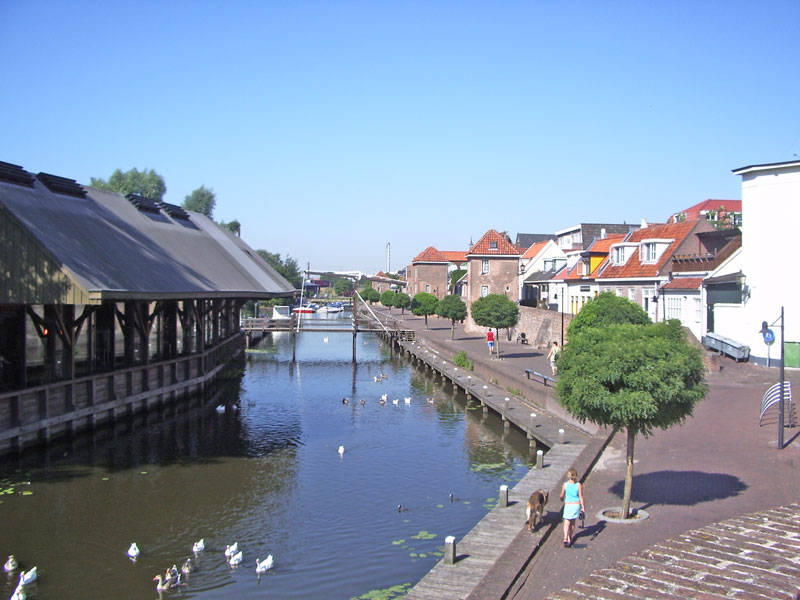
kanal i Leerdam

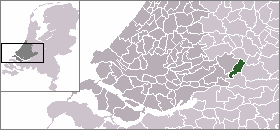
position i Zuid-Holland

Leerdam är en historisk kommun i provinsen Zuid-Holland i Nederländerna. Kommunens totala area är 34,32 km² (där 0,53 km² är vatten) och invånarantalet är på 20 610 invånare (2015).